# Haunted (série de 2018)
Haunted (bra: Eu Vi) é um pseudodocumentário paranormal produzido pela Propagate. A série antológica traz histórias de terror em que pessoas, sozinhas ou em grupo, relatam suas experiências paranormais. A primeira temporada, com seis episódios, estreou na Netflix em 19 de outubro de 2018. A segunda temporada foi lançada em 11 de outubro de 2019. Em 14 de maio de 2021, estreou a terceira temporada.
Muitas das histórias apresentadas na série lembram filmes de terror populares lançados antes da data em que os supostos eventos teriam acontecido. Outras contam com pouca ou nenhuma evidência que comprove os relatos. No primeiro episódio, o contador diz ter sido reanimado com um desfibrilador após ter sido declarado clinicamente morto por desidratação e insolação. O episódio 2, "The Slaughterhouse", mostra uma mulher contando a história de seus pais, que seriam assassinos em série. No entanto, apesar de muitas pessoas terem procurado por qualquer referência, boletim policial ou notícia relacionada a esses acontecimentos, nada foi encontrado para confirmar, o que levou muitos a questionar a alegação da produção de ser baseada em "histórias reais". Em 2020, foi lançado um spin-off, intitulado Haunted: Latin America.

## Premissa
Haunted segue um formato documental, com fotografia elaborada e narrativa dinâmica de cerca de vinte minutos, apresentando relatos de pessoas reais que, durante uma reunião familiar, compartilham experiências envolvendo o sobrenatural, desde fantasmas persistentes até fenômenos inexplicáveis.

## Episódios

### Resumo[13]
| Temporada | Temporada | Episódios | Episódios | Originalmente exibido |                       |
| --------- | --------- | --------- | --------- | --------------------- | --------------------- |
|           | 1         | 6         | 6         | 19 de outubro de 2018 | 19 de outubro de 2018 |
|           | 2         | 6         | 6         | 11 de outubro de 2019 | 11 de outubro de 2019 |
|           | 3         | 6         | 6         | 14 de maio de 2021    |                       |

### 1.ª Temporada (2018)
| N.º geral | N.º na temp. | Título                                            | Duração (minutos) | Lançamento            |
| --- | ------------ | ------------------------------------------------- | ----------------- | --------------------- |
| 1 | 1            | "The Woman in White" "A mulher de branco" (BR)    | 24:00             | 19 de outubro de 2018 |
| Após se mudar para o novo apartamento com a família, um garoto é assombrado por visões de uma mulher enforcada no closet.                             |              |                                                   |                   |                       |
| 2 | 2            | "The Slaughterhouse" "O matadouro" (BR)           | 31:00             | 19 de outubro de 2018 |
| Duas irmãs crescem amedrontadas e sozinhas com o pai sádico, que faz coisas indescritíveis em uma verdadeira casa dos horrores.                       |              |                                                   |                   |                       |
| 3 | 3            | "Demon in the Dark" "O espírito no escuro" (BR)   | 24:00             | 19 de outubro de 2018 |
| Uma jovem está convencida de que existe uma força maligna no porão de sua avó, onde um parente explorava as forças do ocultismo.                      |              |                                                   |                   |                       |
| 4 | 4            | "Children of the Well" "as crianças do poço" (BR) | 23:00             | 19 de outubro de 2018 |
| Um poço velho no porão permite a um garoto conversar com os espíritos de três crianças mortas, que imploram para que ele desça para brincar com elas. |              |                                                   |                   |                       |
| 5 | 5            | "Alien Infection" "Contaminação alienígena" (BR)  | 20:00             | 19 de outubro de 2018 |
| Visões sobrenaturais e flashbacks de procedimentos médicos horrorosos atormentam uma jovem por toda a vida.                                           |              |                                                   |                   |                       |
| 6 | 6            | "Stolen Gravestone" "A lápide roubada" (BR)       | 22:00             | 19 de outubro de 2018 |
| Um espírito protetor se torna possessivo quando a jovem que herdou sua lápide encontra o amor de sua vida e se casa.                                  |              |                                                   |                   |                       |

### 2.ª Temporada (2019)
| N.º geral | N.º na temp. | Título                                              | Duração (minutos) | Lançamento            |
| --- | ------------ | --------------------------------------------------- | ----------------- | --------------------- |
| 7 | 1            | "The Mimic" "O mímico" (BR)                         | 27:00             | 11 de outubro de 2019 |
| Em uma velha casa marcada por uma história terrível, Rebecca começa a ouvir as vozes das garotas com quem mora, até mesmo quando elas não estão lá. |              |                                                     |                   |                       |
| 8 | 2            | "Ward of Evil" "A ala do mal" (BR)                  | 26:00             | 11 de outubro de 2019 |
| Na casa de repouso onde trabalha, uma enfermeira tem de encarar uma residente com energia sombria.                                                  |              |                                                     |                   |                       |
| 9 | 3            | "Cult of Torture" "Culto da tortura" (BR)           | 29:00             | 11 de outubro de 2019 |
| Um homem revela a violência que sofreu durante a "terapia" infernal de reversão da homossexualidade.                                                |              |                                                     |                   |                       |
| 10 | 4            | "Spirits from Below" "Espíritos do inferno" (BR)    | 25:00             | 11 de outubro de 2019 |
| Duas irmãs traumatizadas retornam à casa onde viveram e relembram as coisas terríveis que aconteceram lá.                                           |              |                                                     |                   |                       |
| 11 | 5            | "Demon of War" "Demônio da guerra" (BR)             | 26:00             | 11 de outubro de 2019 |
| Um destemido fuzileiro americano se aterroriza com um demônio no Afeganistão.                                                                       |              |                                                     |                   |                       |
| 12 | 6            | "Born Cursed" "Amaldiçoado desde o nascimento" (BR) | 19:00             | 11 de outubro de 2019 |
| Um jovem nascido de forma peculiar cresce convencido de que sua família é perseguida por uma criatura que chama de "O Enforcado".                   |              |                                                     |                   |                       |

### 3.ª Temporada (2021)
| N.º geral | N.º na temp. | Título                                                     | Duração (minutos) | Lançamento         |
| --- | ------------ | ---------------------------------------------------------- | ----------------- | ------------------ |
| 13 | 1            | "In The Pines" "Nos pinheiros" (BR)                        | 34:00             | 14 de maio de 2021 |
| Um casal de namorados descobre um quarto escondido em uma cabana isolada e, sem querer, liberta uma força maligna que os ataca fisicamente.                        |              |                                                            |                   |                    |
| 14 | 2            | "Haunted by Henry" "Assombrados por Henry" (BR)            | 26:00             | 14 de maio de 2021 |
| Mãe e filhos vivem uma série de eventos estranhos depois de se mudarem para a antiga casa de um magnata da mineração do século XIX.                                |              |                                                            |                   |                    |
| 15 | 3            | "Gift of Evil" "Presente do mal" (BR)                      | 21:00             | 14 de maio de 2021 |
| Uma caixa de música toca uma melodia fantasmagórica que conecta uma adolescente solitária ao espírito de uma garotinha que voltou do túmulo.                       |              |                                                            |                   |                    |
| 16 | 4            | "The Witch Behind the Wall" "A bruxa atrás da parede" (BR) | 23:00             | 14 de maio de 2021 |
| Irmãos perseguidos por assombrações violentas descobrem que a antipática vizinha do lado fez uma réplica assustadoramente idêntica da casa deles.                  |              |                                                            |                   |                    |
| 17 | 5            | "Demon Cat" "Gato demônio" (BR)                            | 24:00             | 14 de maio de 2021 |
| Em uma casa com estranhos ruídos, uma criatura demoníaca semelhante a um gato provoca lembranças assustadoras.                                                     |              |                                                            |                   |                    |
| 18 | 6            | "Sins of My Father" "Pecados do meu pai" (BR)              | 24:00             | 14 de maio de 2021 |
| Quando criança, ele viu o pai seguir o caminho da insanidade. Agora este jovem estudante de uma universidade de elite é atormentado pelo mesmo tipo de pensamento. |              |                                                            |                   |                    |

## Controvérsia
De acordo com telespectadores, considera-se difícil acreditar que todos os relatos sejam registrados de forma totalmente autêntica. A produção, por vezes, transmite uma sensação de desonestidade apelativa, explorando as emoções do elenco — composto por amigos e familiares — que reagem de maneira esporádica, com raros momentos de naturalidade genuína.